# Vasa järnvägsstation
Vasa järnvägsstation (Vs) är en järnvägsstation på Vasabanan i den österbottniska staden Vasa i Finland. Stationens byggnadsarbete börjades år 1881 och byggnaden stod färdig 1883. I början av 1900-talet byggdes den till efter ritningar av arkitekt Bruno Granholm. Stationens ursprungliga arkitekt är okänd. Järnvägsstationen och dess närmiljö utgör en viktig kulturhistorisk helhet.